# Visluizen
De visluizen (wetenschappelijke naam: Branchiura) vormen een kleine, gespecialiseerde onderklasse van parasitaire kreeftachtigen.

## Orde
- Arguloida Yamaguti, 1963